# Clambus vulneratus
Clambus vulneratus is een keversoort uit de familie oprolkogeltjes (Clambidae). De wetenschappelijke naam van de soort werd in 1879 gepubliceerd door John Lawrence LeConte.